# 毛奇级大巡洋舰
毛奇级大巡洋舰（德語：Große Kreuzer der Moltke-Klasse）是德意志帝国海军于1909－1911年间建造的两艘“全重炮”战列巡洋舰的船级。该船级由首舰毛奇号和末舰格本号所共同组成，它们与之前的独级舰冯·德·坦恩号类似，但新设计具有一些增量改良。毛奇级的体积稍大、速度更快、装甲更好，并且有多一对280毫米口径炮。
两艘毛奇级舰只都于第一次世界大战期间服役。毛奇号跟随公海舰队余部参与了数次大型战役，包括在北海的多格滩海战和日德兰海战，以及在波罗的海的里加湾海战和阿尔比恩行动。战争结束后，该舰连同公海舰队大部被扣押至斯卡帕湾，等待在和平谈判期间决定其命运。为了防止被协约国强占，这些舰只于1919年6月21日集体自沉。
格本号于战争初期曾驻扎于地中海；它在躲避了英国皇家海军的追击后逃至君士坦丁堡。该舰与小巡洋舰布雷斯劳号一起，在抵达后不久便移交奥斯曼海军使用。在战略意义上，格本号发挥了非常重要的作用：它协助奥斯曼帝国作为同盟国的一员卷入战争，并以存在舰队的身份震慑了企图进攻博斯普鲁斯海峡的英法联军，同样也预防了俄国黑海舰队的潜在攻击。战后，格本号获新成立的土耳其政府保留。该舰仅是在原有的配置上稍作修改，便投入土耳其海军服役直至1950年12月20日；并最终于1954年11月14日正式从海军名录中除籍。而当土耳其于两年前（1952年）加入北约时，该舰也获分配了船体编号为B70号。舰只于1963年未能成功出售予西德政府。由于没有团体愿意将它作博物馆保存，舰只于1971年售予拆船商拆解报废。相关工作至1976年2月完成。

## 发展
在1907年5月的一次会议上，国家海军办公室决定基于独级战列巡洋舰冯·德·坦恩号作进一步的增大设计。1908财年拨付的4400万马克使得主舰炮的设计尺寸有可能从之前的280（11英寸）增加至305（12.0英寸）。然而，时任国家海军办公室主管的海军大臣阿尔弗雷德·冯·提尔皮茨和建设部门一致主张，将火炮数量从八门增至十门更为可取，因为280毫米炮被认为足以与战列舰交战。提尔皮茨还辩称，鉴于英国皇家海军侦察部队的数量优势，增加主炮数量而不是增加其口径将更为稳妥。海军参谋本部则提出，为了能在战列线中作战，新设计需要305毫米炮。最终，提尔皮茨号建设部门赢得了辩论，而毛奇级将配备十门280毫米炮。建设部门还要求新舰具有与冯·德·坦恩号相同或更好的装甲保护，最高速度至少为24.5節（45.4每小時）。
在设计过程中，由于中央堡垒的尺寸、装甲厚度、弹药储备的增加以及锅炉系统的重新布置，使得重量增加了很多。最初仅计划建造一艘新设计的舰只，但迫于海军设计人员的压力，当局决定建造两艘新类型舰。它们分别以“新造G舰”和“新造H舰”为代号进行订购。由于汉堡布洛姆－福斯对“新造G舰”的报价最低，该船厂同样获得了“新造H舰”的合同。前者被分配至1908－09年度建造，而后者则被分配至1909－10年度动工。
“新造G舰”的合同于1908年9月17日颁发，建造编号为200。其龙骨架设于1908年12月7日，至1910年4月7日下水。G舰于1911年9月30日被命名为毛奇号，这源自陆军元帅赫尔穆特·冯·毛奇，他是19世纪中叶普鲁士陆军的总参谋长。“新造H舰”则于1909年4月8日订购，建造编号为201。其龙骨于1909年8月12日架设，船体于1911年3月28日下水。舾装工作完成后，H舰于1912年7月2日以格本号之名投入使用。其舰名源自奥古斯特·卡尔·冯·格本，这是普法战争期间普鲁士军队的步兵上将。

### 同级舰
| 舰只   | 造船厂               | 命名来源              | 架设日期      | 下水日期      | 入役日期      | 结局                        |
| ------ | -------------------- | --------------------- | ------------- | ------------- | ------------- | --------------------------- |
| 毛奇号 | 汉堡布洛姆－福斯船厂 | 赫尔穆特·冯·毛奇      | 1908年12月7日 | 1910年4月7日  | 1911年8月30日 | 1919年6月21日自沉于斯卡帕湾 |
| 格本号 | 汉堡布洛姆－福斯船厂 | 奥古斯特·卡尔·冯·格本 | 1909年8月28日 | 1911年3月28日 | 1912年7月2日  | 1914年8月16日移交奥斯曼海军 |

## 设计

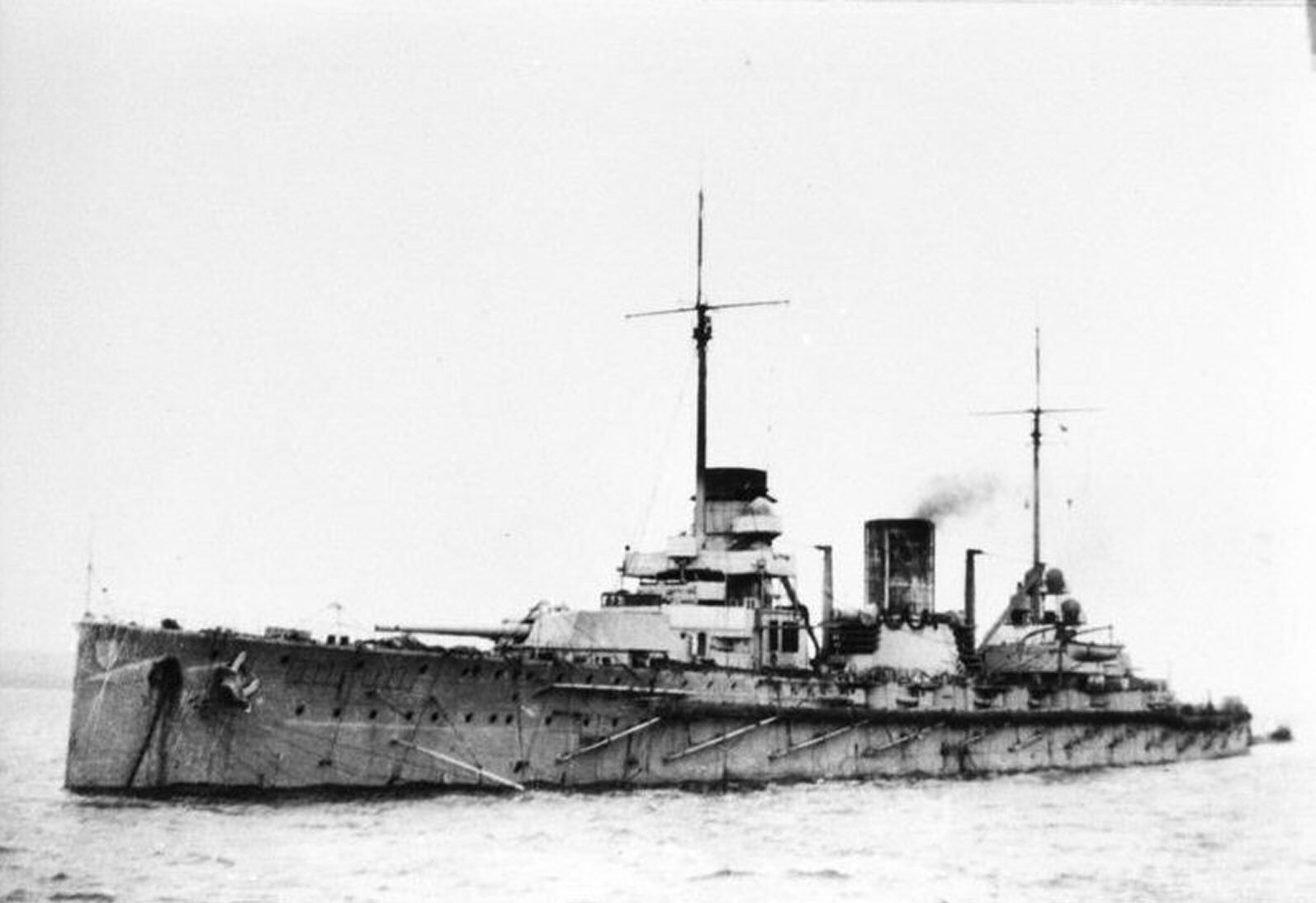
格本号

### 整体特征
毛奇级舰只全长186.6（612英尺2英寸）、舷宽29.4（96英尺5英寸），满载吃水深度为9.19（30英尺2英寸）。其设计排水量为22,979公噸（22,616長噸），满载排水量则可达25,400公噸（25,000長噸）。船体采用横向和纵向钢框架构造，再覆以钢制船体板铆接而成。它们被分为十五个水密舱室和一个占龙骨长度比重为78%的双层船底。毛奇级被视为机动性能良好的远洋船具，即便在巨浪中也能平稳移动。然而，它们应舵较慢，并不是特别易于操纵。在满舵情况下， 舰只会降低60%的速度并有9°的倾侧。它们的标准船员编制为43名军官和1010名水兵，但毛奇号在担任分舰队旗舰时，还可额外增加13名军官和62名水兵；而作为第二旗舰时的增补人数则为3名军官和25名水兵。

### 机械装置
毛奇级舰只由两组四轴帕森斯涡轮机和24台舒尔茨-桑尼克罗夫特式（Schulz-Thornycroft）式燃煤锅炉提供动力，分为四个锅炉舱。每台锅炉各由一个上汽包和三个下汽包组成，可在16标准大气压（240磅力每平方英寸）的压强下产生蒸汽。在1916年以后，锅炉还得到了焦油作为补充。帕森斯涡轮机则分设高压和低压轮对。低压轮对为内置式，安装在艉部轮机舱。高压涡轮在低压轮对的两侧，设于前翼舱。涡轮机负责驱动四副直径为3.74（12英尺3英寸）的螺旋桨。
两艘同级舰动力装置的额定功率为51,289匹軸馬力（38,246千瓦特），最高速度为25.5節（47.2每小時）。然而在海上试航期间，毛奇号曾达到84,609匹軸馬力（63,093千瓦特）的功率和28.4節（52.6每小時）的最高速度；格本号动力装置产生的功率的速度也仅仅略低于此。在14節（26每小時）的巡航速度下，它们可以航行最多4,120海里（7,630）。毛奇级舰只的电气设备由六台涡轮发电机组成，可在225伏特的额定电压下输出1,200千瓦特（1,600匹馬力）的总电功率。它们的设计贮煤量为1,000公噸（980長噸），但实际贮煤量则高达3,100公噸（3,100長噸）。在六小时的强制通风试验中，当毛奇号的功率达到75,744匹軸馬力（56,482千瓦特），则每匹马力每小时的燃料消耗量为0.667千克；而格本号于70,300匹軸馬力（52,400千瓦特）的状态下的每匹马力每小时燃料消耗量则为0.712千克。

### 武器装备

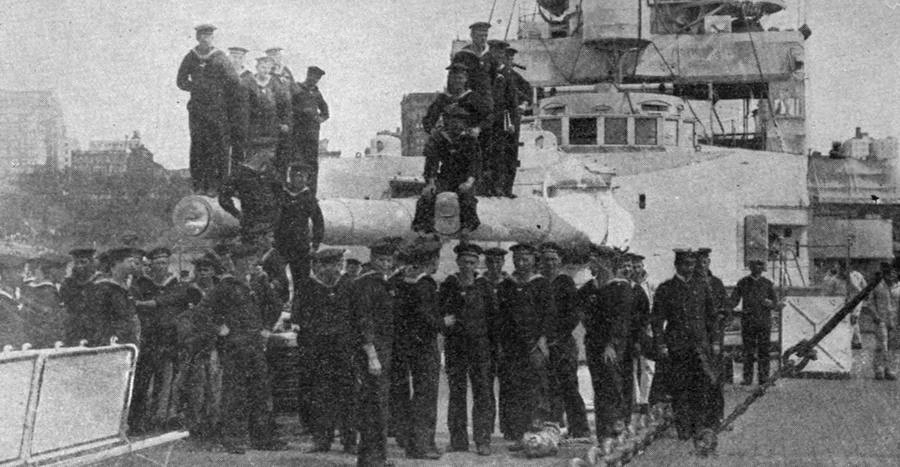
毛奇号的前炮塔

毛奇级舰只的主舰炮为十门安装在五座双联装炮塔内的280毫米50倍径速射炮。它们被架设于电力传动的Drh.L C/1908型枢轴炮架上；炮管允许提升至13.5°仰角。此高度较比之前冯·德·坦恩号低了7.5°，因此最大射程为较短的18,100（19,800碼），而非冯·德·坦恩号的18,900（20,700碼）。通过1916年的改造后，标高升至16°，使射程可增加至19,100（20,900碼）。其中，名为“安东”的一座炮塔居艏、两座炮塔居艉（“朵拉”以背负式居于“埃米尔”上方），另外两座——“布鲁诺”和“采撒”则呈梯形布置在翼位。这些火炮在发射重量为302（666英磅）的穿甲弹或半穿甲弹时射速为每分钟3轮；炮口初速为895每秒（2,940英尺每秒）。舰上共可贮存810枚同类炮弹。
舰只的副炮由十二门与冯·德·坦恩号相同的150毫米45倍径速射炮组成，它们廓装在MPL C/06型枢轴炮架内，并各配有150枚、共计1800枚高爆及穿甲弹。这些火炮可以向距离13,500（14,800碼）以外的目标发射45.3（100英磅）重的炮弹；经过改造后，最大射程则扩展至18,800（20,600碼）。舰只原本还装备有十二门88毫米45倍径速射炮，用于防御鱼雷艇和驱逐舰。它们同样安装在MPL C/01-06型炮架内，共计提供3200发炮弹。这些火炮在发射9（20英磅）重的炮弹时的射速为每分钟15发，射程达10,694（11,695碼），这对于小口径武器而言已属相当远。1916年末，在日德兰海战结束后所进行的改造中，这款武器遭到全数移除，并以两门安装在舰艛后部的88毫米高射炮作为替代。
按照当时主力舰的惯例，毛奇号和格本号各配备了四具500（19.7英寸）浸没式水下鱼雷发射管；分别布设在舰艏、舰艉和两边舷侧，并提供11枚鱼雷。这些鱼雷为G/7型，重量为1,365（3,009英磅），并携带有195（430英磅）重的弹头。它们具备两种影响射程的速度设置，其中在27節（50每小時）的速度下，鱼雷的有效射程为9,300（10,200碼）；若将速度提升至37節（69每小時），则射程仅有4,000（4,400碼）。

### 装甲保护
毛奇级舰只配备了克虏伯装甲。它们的装甲防护级别较冯·德·坦恩号更高，其中主装甲带在艏、艉处为100（3.9英寸）厚、中央堡垒为270（11英寸）厚。炮廓受到150（5.9英寸）厚的垂直保护和350（14英寸）厚的顶部保护。前司令塔的装甲厚度为350（14英寸），而后司令塔的厚度也有200（7.9英寸）。炮塔的表面有230（9.1英寸）厚、两侧和顶部分别为180（7.1英寸）和90（3.5英寸）。甲板装甲和斜面装甲均为50（2.0英寸）厚，炮座周围的防鱼雷舱壁也是如此。防鱼雷舱壁在其它非重要区域的厚度则为30（1.2英寸）。与冯·德·坦恩号一样，装甲材质均采用克虏伯的渗碳钢及镍钢。

## 服役历史

### 毛奇号

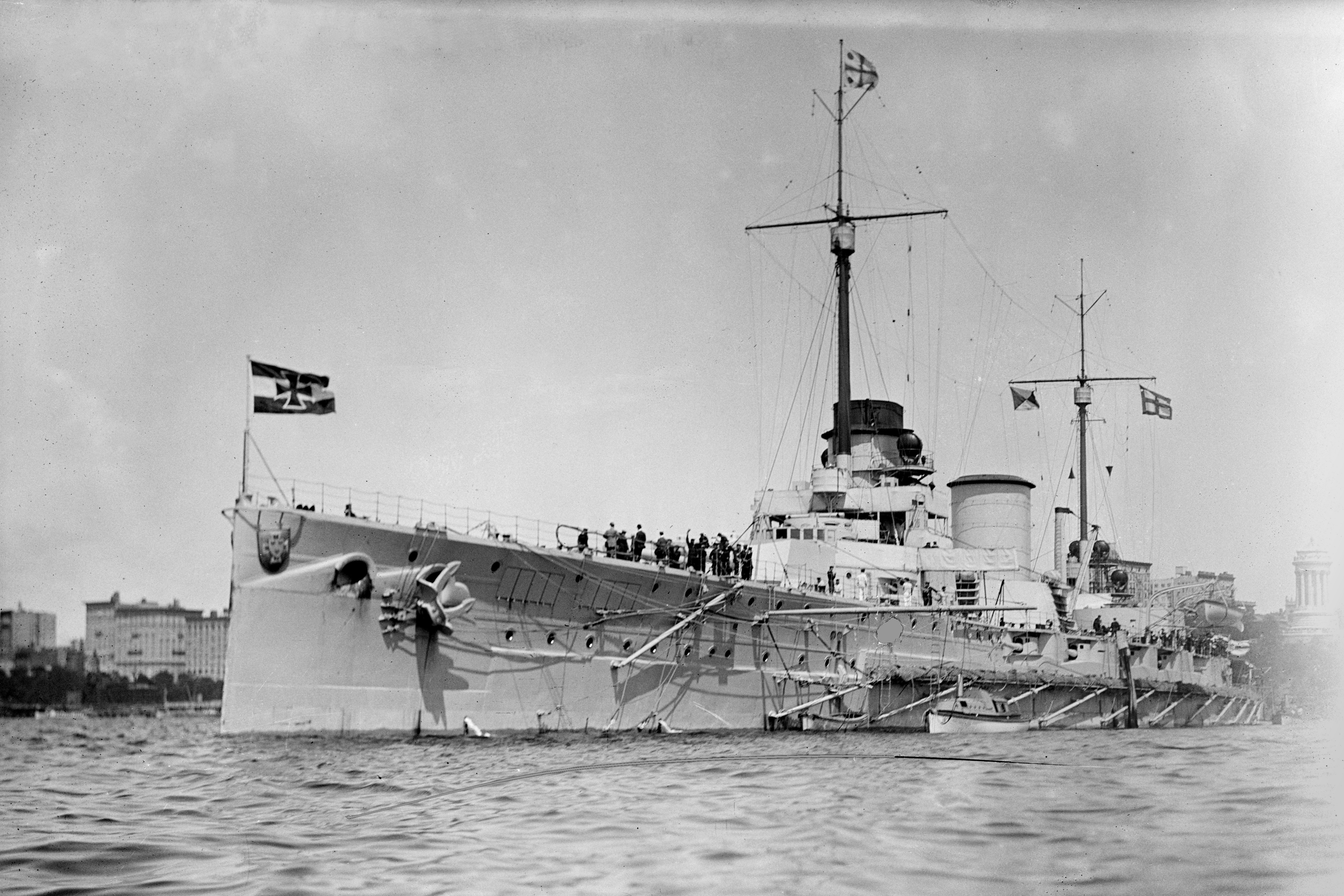
毛奇号于1912年在纽约

毛奇号于1911年9月30日顶替装甲巡洋舰罗恩号加入了公海舰队的第一侦察集群。1912年4月19日，毛奇号率小巡洋舰斯德丁号和不来梅号离开德国，前往美国进行友好访问，并于5月30日抵达。7月初，毛奇号又负责护送德皇威廉二世的皇家游艇霍亨索伦号出访俄罗斯。当舰只返回后，第一侦察集群司令、海军少将弗朗茨·冯·希佩尔即任命毛奇号担任旗舰，并且直至1914年6月23日，希佩尔才将他的旗帜转移至新入役的战列巡洋舰塞德利茨号。
毛奇号参加了德国海军在第一次世界大战期间的大部分主要舰队行动，包括在北海的多格滩海战和日德兰海战，以及在波罗的海的里加湾海战和阿尔比恩行动。舰只也曾数次参与炮击英国海岸的行动，包括首次突袭雅茅斯、突袭斯卡布罗、哈特尔浦及惠特比、以及第二次炮击雅茅斯及洛斯托夫特。毛奇号于战争期间多次遭到破坏：舰只在日德兰被大口径火炮击中，而在舰队推进时也曾被英国潜艇发射的鱼雷击中两次。
随着战事于1918年11月结束，毛奇号随公海舰队大部被关押在斯卡帕湾，等待协约国决定舰队的命运。1919年，为了防止被英国皇家海军强占，该舰连同公海舰队余部一起被其船员自行凿沉。毛奇号的残骸于1927年6月10日被打捞上岸，并于1927年至1929年间在罗塞斯拆解报废。

### 格本号
当第一次巴尔干战争于1912年10月爆发后，德国海军参谋本部决定建立地中海分队，试图在该地区施加影响。新部队由格本号和小巡洋舰布雷斯劳号组成；它们于11月4日离开基尔，至11月15日抵达君士坦丁堡。部署期间，两艘舰先后访问了多个地中海港口，包括威尼斯、普拉和那不勒斯。第一次巴尔干战争于1913年5月30日结束，两艘舰曾考虑撤回至德国海域。然而，战火在不到一个月后的6月29日再度燃起，意味着这些舰只必须继续留在当地。

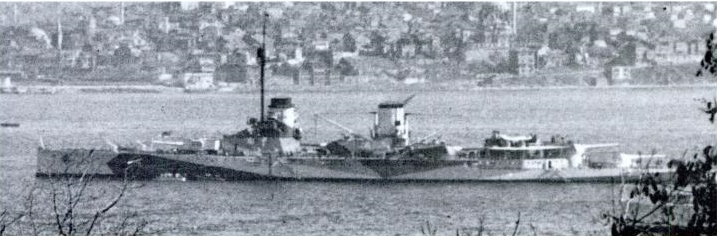
严君号（前格本号）于1946年

随着奥匈帝国皇储、弗朗茨·斐迪南大公于1914年6月28日遇刺，时任地中海分队司令的海军少将威廉·蘇雄意识到战争即将爆发，因此立即前往普拉对格本号进行检修。舰只随后受命前往君士坦丁堡。在途中，它们曾遭到英国部队的追击，但格本号和布雷斯劳号设法避开了追兵，并于1914年8月10日抵步。格本号被移交奥斯曼帝国使用，并按塞利姆一世的尊称更名为“严君苏丹塞利姆号（Yavûz Sultân Selîm）”。舰只通称“严君号”，它获任命为奥斯曼海军的旗舰，但保留了其德籍船员。1914年10月29日，打着奥斯曼旗号的严君号对俄国港口塞瓦斯托波爾实施炮击，捕获及击沉了一艘俄国扫雷艇，并摧毁了一艘驱逐舰。作为回应；俄罗斯政府于11月1日正式向奥斯曼帝国宣战；英国和法国也于11月5日效仿。通过充当存在舰队的角色，严君号有效的阻止了俄国进军博斯普鲁斯海峡，并避免了英国和法国以前无畏舰进行类似入侵。更强大的英国和法国军舰本可用于对付严君号，但它们不敢冒险进入满布水雷和有U艇巡逻的土耳其海域。
1936年，舰只再被更名为“土耳其共和国之舰严君号（Türkiye Cumhuriyeti Gemisi Yavuz）”，并继续担任土耳其海军的旗舰直至1950年，尽管它自1948年起便基本停驻在伊兹米特。1952年，随着土耳其加入北大西洋公约组织，舰只又获分配船体编号为“B70号”。严君号于1950年12月20日退役，并于1954年11月14日正式从海军名录中除籍。土耳其政府曾试图将该舰作为博物馆保存，包括在1963年向西德建议回购舰只，但这些努力都没有成功。严君号于1971年以废品出售，并作为原德意志帝国海军的最后一艘军舰，最终于1973年至1976年间拆解。